# Vacuna de vector viral
Una vacuna de vector viral es una vacuna que utiliza un vector viral, para introducir material genético que codifica un antígeno deseado, en las células del sujeto que la recibe.

## Mecanismo
Las vacunas de vectores virales utilizan una versión modificada de un virus como vector para entregar a una célula un ácido nucleico que codifica un antígeno de otro agente infeccioso. Las vacunas de vectores virales no causan infección ni con el virus utilizado como vector, ni con la fuente del antígeno. El material genético entregado por el vector viral no se integra en el genoma de una persona.

## Virus de vector

### Adenovirus
Zabdeno, la primera dosis de la vacuna contra el ébola Zabdeno/Mvabea, se deriva del adenovirus humano de serotipo 26, que expresa la glicoproteína de la variante Mayinga del virus del ébola.  Ambas dosis son vectores no replicantes y llevan el código genético de varias proteínas del virus del ébola. 
A partir de abril de 2021, cuatro vacunas vectoriales de adenovirus para COVID-19 han sido autorizadas en al menos un país:
- La Vacuna de Oxford-AstraZeneca para la COVID-19 utiliza el adenovirus de chimpancé modificado ChAdOx1[3][4]
- Sputnik V utiliza el adenovirus humano del serotipo 26 para la primera inyección y el serotipo 5 para la segunda.[5][6]
- La Ad26.COV2.S utiliza el serotipo 26.[7][8]
- Convidecia utiliza el serotipo 5.[9][10]

### Otros
La vacuna VSV-EBOV es una vacuna contra el ébola. Se trata de una vacuna recombinante y competente para la replicación que consiste en el virus de la estomatitis vesicular (VSV) modificado genéticamente de manera que el gen de la glicoproteína natural de la envoltura del VSV se sustituye por el de la cepa del virus del ébola de Kikwit, Zaire de 1995.
Mvabea, la segunda dosis de la vacuna contra el ébola Zabdeno/Mvabea, es un vector de  Modified Vaccinia Ankara (MVA).  Ambas dosis son vectores no replicantes y llevan el código genético de varias proteínas del virus del Ébola.
Otros virus que se han investigado como vectores de vacunas son el poxvirus, el virus adeno-asociado, el retrovirus, el lentivirus, el citomegalovirus y el virus Sendai, así como el virus de la gripe y el del sarampión.

## Historia
Se llevaron a cabo ensayos clínicos en humanos para vacunas con vectores virales contra varias enfermedades infecciosas, como el virus del Zika, los virus de la gripe, el virus sincitial respiratorio, el VIH y la malaria, antes de las vacunas dirigidas al SARS-CoV-2, causante del COVID-19.<ref">«Understanding and Explaining Viral Vector COVID-19 Vaccines». U.S. Centers for Disease Control and Prevention (en inglés estadounidense). 25 de febrero de 2021. Consultado el 2 de abril de 2021.</ref>
Dos vacunas contra el ébola que utilizan la tecnología de vectores virales se utilizaron en los brotes de ébola en África Occidental (2013-2016) y en la República Democrática del Congo (2018-2020). La vacuna VSV-EBOV fue aprobada para uso médico a finales de 2019 en la Unión Europea y Estados Unidos  Zabdeno/Mvabea fue aprobada para uso médico en la Unión Europea en julio de 2020.